# Ptilodexia mathesoni
Ptilodexia mathesoni là một loài ruồi trong họ Tachinidae.